# اتو نرتز
اتو نرتز (۲۱ اکتبر ۱۸۹۲ – ۱۸آوریل ۱۹۴۹) اولین مربی تیم ملی فوتبال آلمان بود که در شهر هشینگن آلمان متولد شده بود. او سرمربیگری تیم ملی فوتبال آلمان در جام جهانی فوتبال ۱۹۳۴ و المپیک ۱۹۳۶ برلین داشت. او در زمان زمامداری آدولف هیتلر بر آلمان به حزب نازی پیوست. بعد از پایان جنگ دستگیر و در زاکسنهاوزن زندانی شد بعد از مرگش او را در گور دسته‌جمعی در اطراف اردوگاه دفن کردند.

## یادکرد ویکی‌پدیا
- مشارکت‌کنندگان ویکی‌پدیا. «Otto Nerz». در دانشنامهٔ ویکی‌پدیای انگلیسی، بازبینی‌شده در ۶ دسامبر ۲۰۲۴.